# Apophallus venustus
Apophallus venustus är en plattmaskart. Apophallus venustus ingår i släktet Apophallus och familjen Heterophyidae. Inga underarter finns listade i Catalogue of Life.